# El Molinot (Pontons)
El Molinot és una obra de Pontons (Alt Penedès) inclosa a l'Inventari del Patrimoni Arquitectònic de Catalunya.

## Descripció
Es conserva la part baixa del molí i una sala amb volta apuntada al seu damunt (4x4 metres) i la porta d'entrada amb arc de mig punt i una espitllera.
A la part baixa s'entra en una cova natural, segueix una sala (1.5 x 1.8 metres) amb volta de canó que fa d'entrada a una altra sala (4 x 3.5 metres)